# 上用賀
上用賀（かみようが）は、東京都世田谷区の町名。現行行政地名は上用賀一丁目から六丁目。住居表示実施済区域。玉川地域に属する。

## 概要

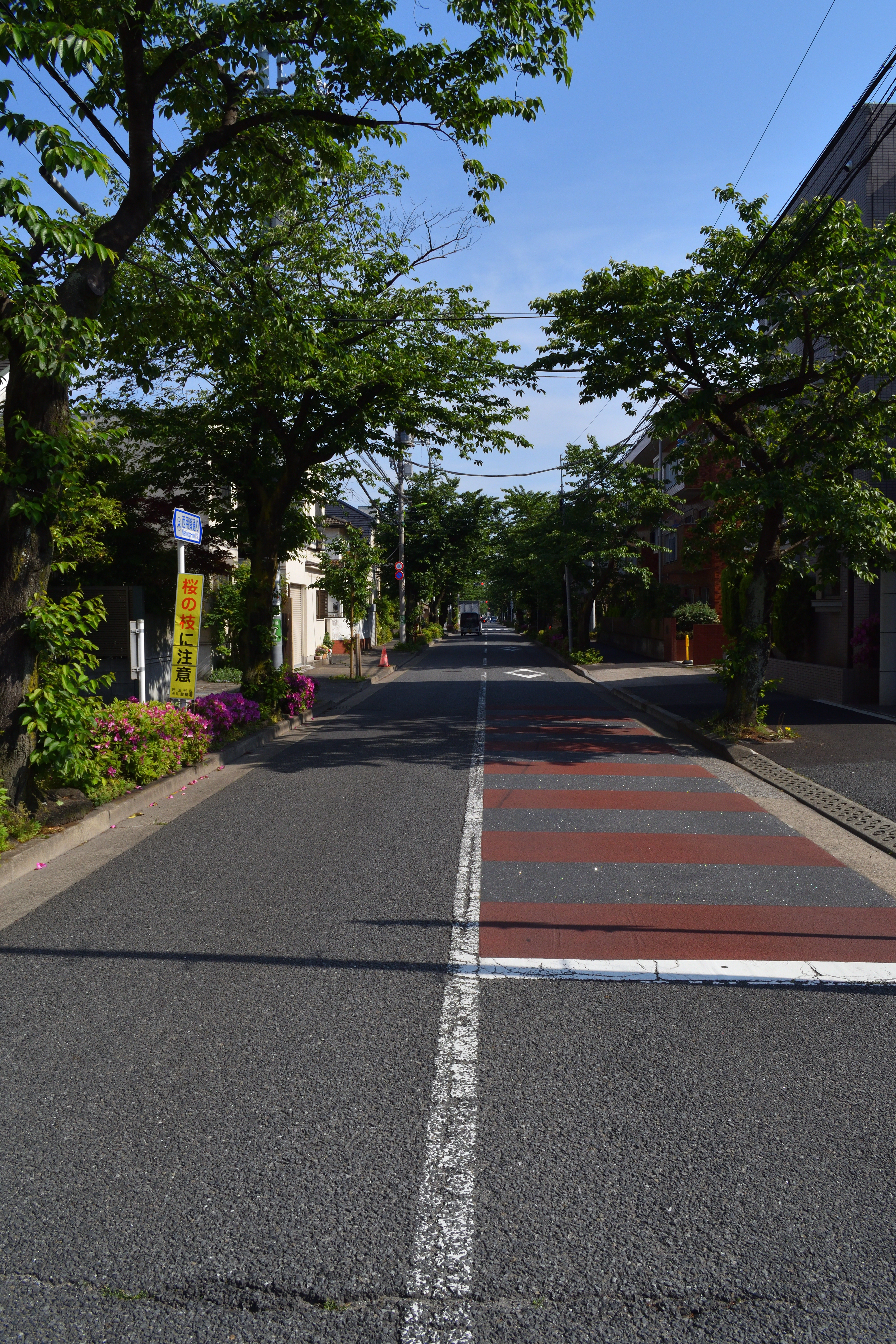
西用賀通り

世田谷区南部の玉川地域に属する。町域の北は世田谷通りに、東は馬事公苑通りに、西は環状八号線に接する。街区はおおむね碁盤目状であり、町域の東西を結ぶ道は南から順に「用賀一条通り」から「用賀十条通り」まで名付けられている。南北を結ぶ道にはバスが通る「用賀中町通り」「西用賀通り」等がある。北東部の公園「馬事公苑」は約18万5千平方メートルの面積があり、上用賀全体の面積の約15パーセントを占める。
2020年3月現在、都市計画法上の用途地域は、馬事公苑や公共施設を除いた大半が第一種低層住居専用地域と第一種中高層住居専用地域である。
町域内に鉄道駅は存在しないが、用賀二丁目の東急田園都市線用賀駅（北部は小田急小田原線千歳船橋駅）が最寄り駅になる。また、下記のように多数のバス路線を利用できる。
世田谷区用賀・玉川台・弦巻・桜・桜丘・砧・大蔵・砧公園と隣接する。

### 地価
住宅地の地価は、2025年（令和7年）1月1日の公示地価によれば、上用賀1-14-6の地点で77万1000円/m2、上用賀6-8-9の地点で64万9000円/m2となっている。

### 防災
東京都都市整備局が2022年に発表した地震に対する総合危険度の町丁別評価では、上用賀一丁目から六丁目までいずれも、5段階評価のうち相対的に都内で最も安全とされる「レベル1」となった。
比較的水はけが悪い場所があり、集中豪雨時には内水氾濫により浸水被害が出たことがある。

## 歴史

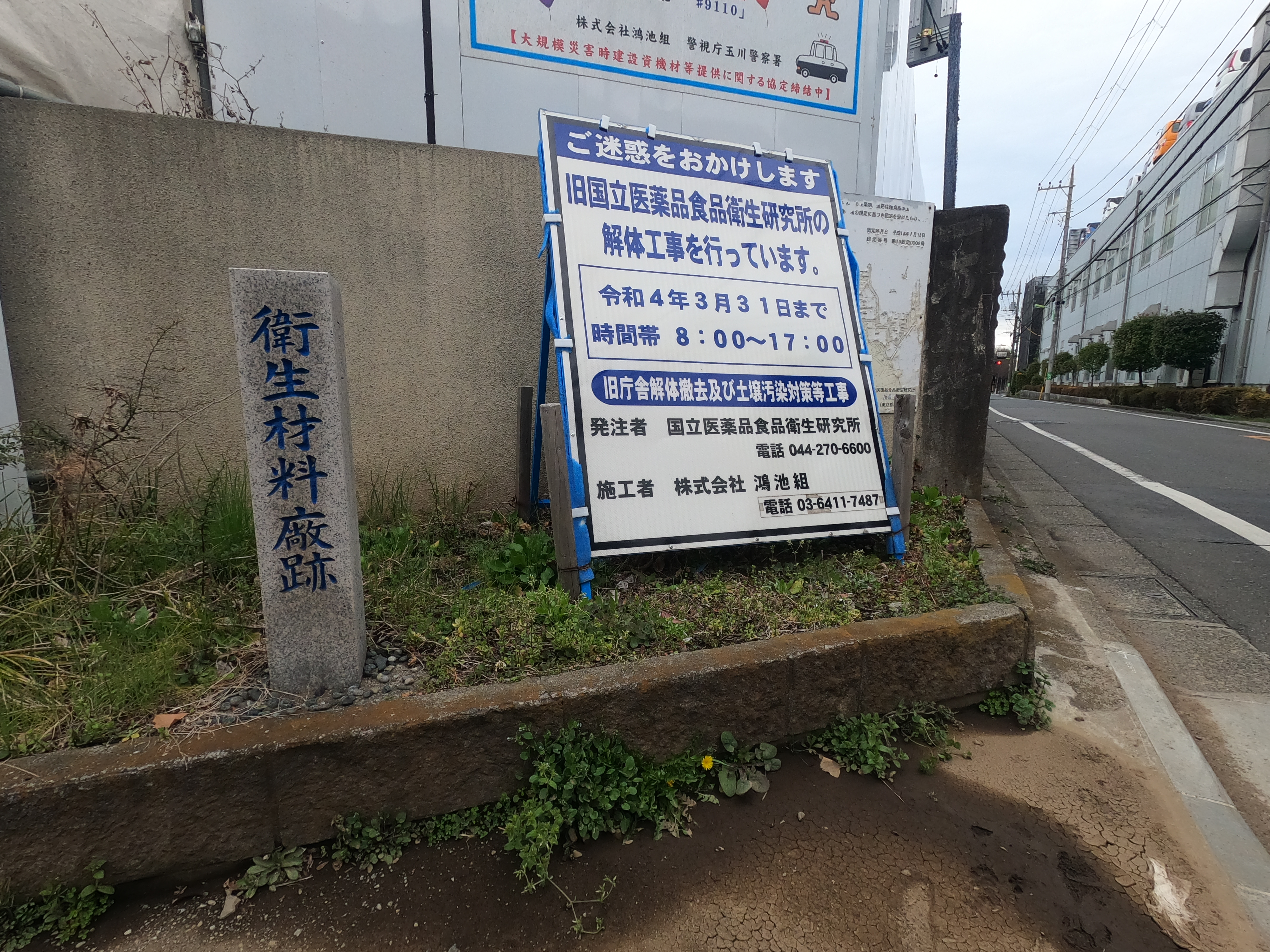
陸軍衛生材料廠跡

- 1916年（大正5年）- 現在の上用賀四丁目に東京農業大学用賀農場が開設。面積は約10ヘクタール。1960年に移転後、跡地には衆議院速記者養成所、国家公務員宿舎用賀住宅などが置かれる[9][10]。
- 1929年（昭和4年）- 現在の上用賀一丁目に陸軍衛生材料廠が白金台から移転[11]。終戦後、同廠の跡地には国立医薬品食品衛生研究所、陸上自衛隊用賀駐屯地および駒澤大学高等学校などが置かれる。
- 1934年（昭和9年）- 玉川全円耕地整理事業の一部として用賀地区で区画整理が始まり、現在の碁盤目状の街区が形成される[12]。
- 1940年（昭和15年）- 区画整理の費用捻出のために帝国競馬協会に売却された敷地に馬事公苑が開苑[12]。
- 1953年（昭和28年）- 関東中央病院の前身「世田谷三楽病院」が現在地に開院[13]。
- 1968年（昭和46年）- 住居表示が実施され、玉川用賀町の一部から上用賀一丁目〜六丁目が成立。
- 1986年（昭和61年）- 上用賀五丁目に遊歩道「用賀プロムナード」が竣工[14]。
- 2016年（平成28年）- 衆議院速記者養成所の跡地に区立上用賀公園が開園[10]。
- 2017年（平成29年）- 国立医薬品食品衛生研究所が神奈川県川崎市へ移転[15]。

## 世帯数と人口
2025年（令和7年）1月1日現在（世田谷区発表）の世帯数と人口は以下の通りである。
| 丁目         | 世帯数    | 人口     |
| ------------ | --------- | -------- |
| 上用賀一丁目 | 1,619世帯 | 3,032人  |
| 上用賀二丁目 | 459世帯   | 960人    |
| 上用賀三丁目 | 1,074世帯 | 2,272人  |
| 上用賀四丁目 | 1,371世帯 | 3,086人  |
| 上用賀五丁目 | 1,370世帯 | 2,683人  |
| 上用賀六丁目 | 1,236世帯 | 2,705人  |
| 計           | 7,129世帯 | 14,738人 |

### 人口の変遷
国勢調査による人口の推移。
| 年                 | 人口   |
| ------------------ | ------ |
| 1995年（平成7年）  | 14,702 |
| 2000年（平成12年） | 14,832 |
| 2005年（平成17年） | 15,357 |
| 2010年（平成22年） | 15,602 |
| 2015年（平成27年） | 15,254 |
| 2020年（令和2年）  | 15,306 |

### 世帯数の変遷
国勢調査による世帯数の推移。
| 年                 | 世帯数 |
| ------------------ | ------ |
| 1995年（平成7年）  | 5,951  |
| 2000年（平成12年） | 6,327  |
| 2005年（平成17年） | 6,780  |
| 2010年（平成22年） | 7,017  |
| 2015年（平成27年） | 6,931  |
| 2020年（令和2年）  | 6,882  |

## 学区
区立小・中学校に通う場合、学区は以下の通りとなる（2024年8月現在）。
| 丁目         | 番地     | 小学校               | 中学校               |
| ------------ | -------- | -------------------- | -------------------- |
| 上用賀一丁目 | 1～7番   | 世田谷区立京西小学校 | 世田谷区立用賀中学校 |
| 上用賀一丁目 | 8〜26番  | 世田谷区立用賀小学校 | 世田谷区立用賀中学校 |
| 上用賀二丁目 | 全域     | 世田谷区立用賀小学校 | 世田谷区立用賀中学校 |
| 上用賀三丁目 | 7～20番  | 世田谷区立用賀小学校 | 世田谷区立用賀中学校 |
| 上用賀三丁目 | 1〜6番   | 世田谷区立京西小学校 | 世田谷区立用賀中学校 |
| 上用賀四丁目 | 全域     | 世田谷区立用賀小学校 | 世田谷区立用賀中学校 |
| 上用賀五丁目 | 1～17番  | 世田谷区立京西小学校 | 世田谷区立用賀中学校 |
| 上用賀五丁目 | 18〜27番 | 世田谷区立用賀小学校 | 世田谷区立用賀中学校 |
| 上用賀六丁目 | 全域     | 世田谷区立用賀小学校 | 世田谷区立用賀中学校 |

## 交通

### 鉄道
| 隣接する街区の駅                   |
| ---------------------------------- |
| 東急電鉄田園都市線 - 用賀駅(DT 06) |

- エイトライナー ｰｰｰ 同地区を対象とした路線構想

### 道路
- 首都高速3号渋谷線 用賀出入口
- 東京都道・神奈川県道3号世田谷町田線（世田谷通り）
- 東京都道311号環状八号線（環八通り）
- 用賀中町通り
- 西用賀通り
- 砧公園通り
- 用賀七条通り
- 五輪愛馬通り

### バス

#### 用賀中町通り経由
- 用01（東急） 用賀駅 - 上用賀三丁目 - 駒大高校前 - 馬事公苑前駐在所 - 覆馬場 - 競走馬総合研究所 - 農大前 - 千歳船橋 - 祖師ヶ谷大蔵駅
- 用06（東急） 用賀駅 - 上用賀三丁目 - 駒大高校前 - 上用賀四丁目 - 用賀公団前 - 桜丘三丁目 - 関東中央病院前 - 宇山 - 三本杉 - 成育医療研究センター前 - 成城学園前駅
- 等12（東急）等々力操車所 - 等々力 - 深沢不動前 - 用賀駅 - （用06に同じ） - 成育医療研究センター前 - 成城学園前駅
- 渋22（東急） 用賀駅 - 上用賀三丁目 - 駒大高校前 - 上用賀四丁目 - 用賀公団前 - 桜丘三丁目 - 上町 - 三軒茶屋 - 渋谷駅
- 系統番号なし（東急） 弦巻営業所 - 桜新町駅 - 駒大高校裏 - 上用賀三丁目 - 用賀駅  (土曜1便のみ）
- 系統番号なし（東急） 用賀駅 - 上用賀三丁目 - 用賀地区会館 - 用賀中学校 - 岡本三丁目 - 成育医療研究センター前 - 成城学園前駅 （土曜1便のみ）

#### 西用賀通り経由
- 用21（東急） 用賀駅 - 用賀地区会館 - 上用賀五丁目 - 用賀公園 - 上用賀六丁目 - 関東中央病院
- 用22（東急） 用賀駅 - （用21に同じ） - 関東中央病院 - 上用賀六丁目 - 用賀公園 - ひまわり荘 - 美術館

#### 世田谷通り経由（用賀中町通りを通らない路線）
- 渋24（東急） 渋谷駅 - 三軒茶屋 - 上町 - 桜丘三丁目 - 関東中央病院前 - 宇山 - 三本杉 - 成育医療研究センター前 - 成城学園前駅
- 渋26（小田急） 渋谷駅 - 三軒茶屋 - 上町 - 桜丘三丁目 - 関東中央病院前 - 宇山 - 三本杉 - 成育医療研究センター前 - 狛江駅北口 - 調布駅南口

#### 環八通り経由
- 園01（東急） 田園調布駅 - 瀬田営業所 - 砧公園緑地入口 -美術館入口 - 三本杉 - 千歳船橋

## 事業所
2021年（令和3年）現在の経済センサス調査による事業所数と従業員数は以下の通りである。
| 丁目         | 事業所数  | 従業員数 |
| ------------ | --------- | -------- |
| 上用賀一丁目 | 51事業所  | 802人    |
| 上用賀二丁目 | 36事業所  | 438人    |
| 上用賀三丁目 | 52事業所  | 283人    |
| 上用賀四丁目 | 52事業所  | 395人    |
| 上用賀五丁目 | 48事業所  | 789人    |
| 上用賀六丁目 | 81事業所  | 1,515人  |
| 計           | 320事業所 | 4,222人  |

### 事業者数の変遷
経済センサスによる事業所数の推移。
| 年                 | 事業者数 |
| ------------------ | -------- |
| 2016年（平成28年） | 281      |
| 2021年（令和3年）  | 320      |

### 従業員数の変遷
経済センサスによる従業員数の推移。
| 年                 | 従業員数 |
| ------------------ | -------- |
| 2016年（平成28年） | 4,021    |
| 2021年（令和3年）  | 4,222    |

## 施設

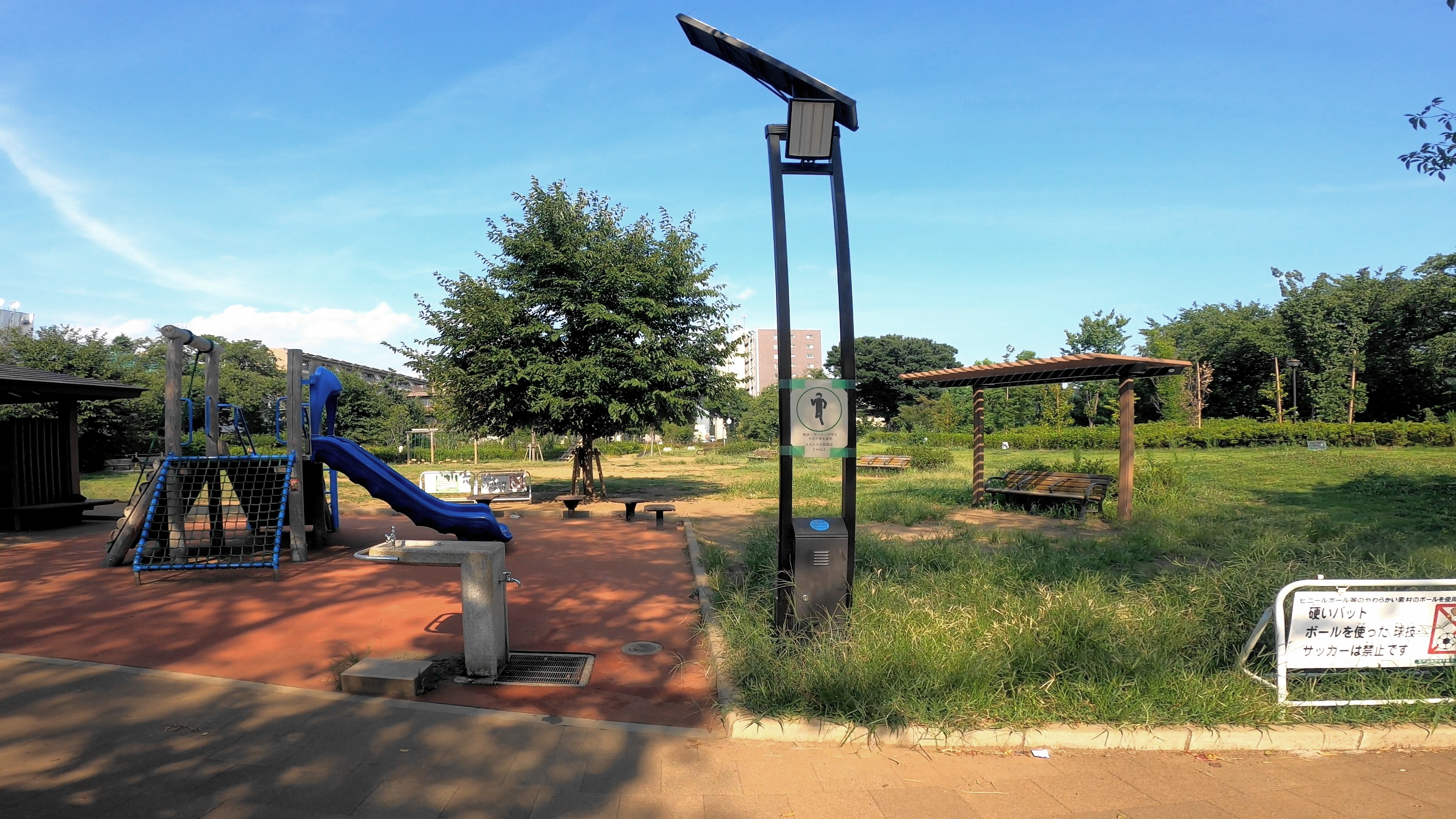
上用賀公園

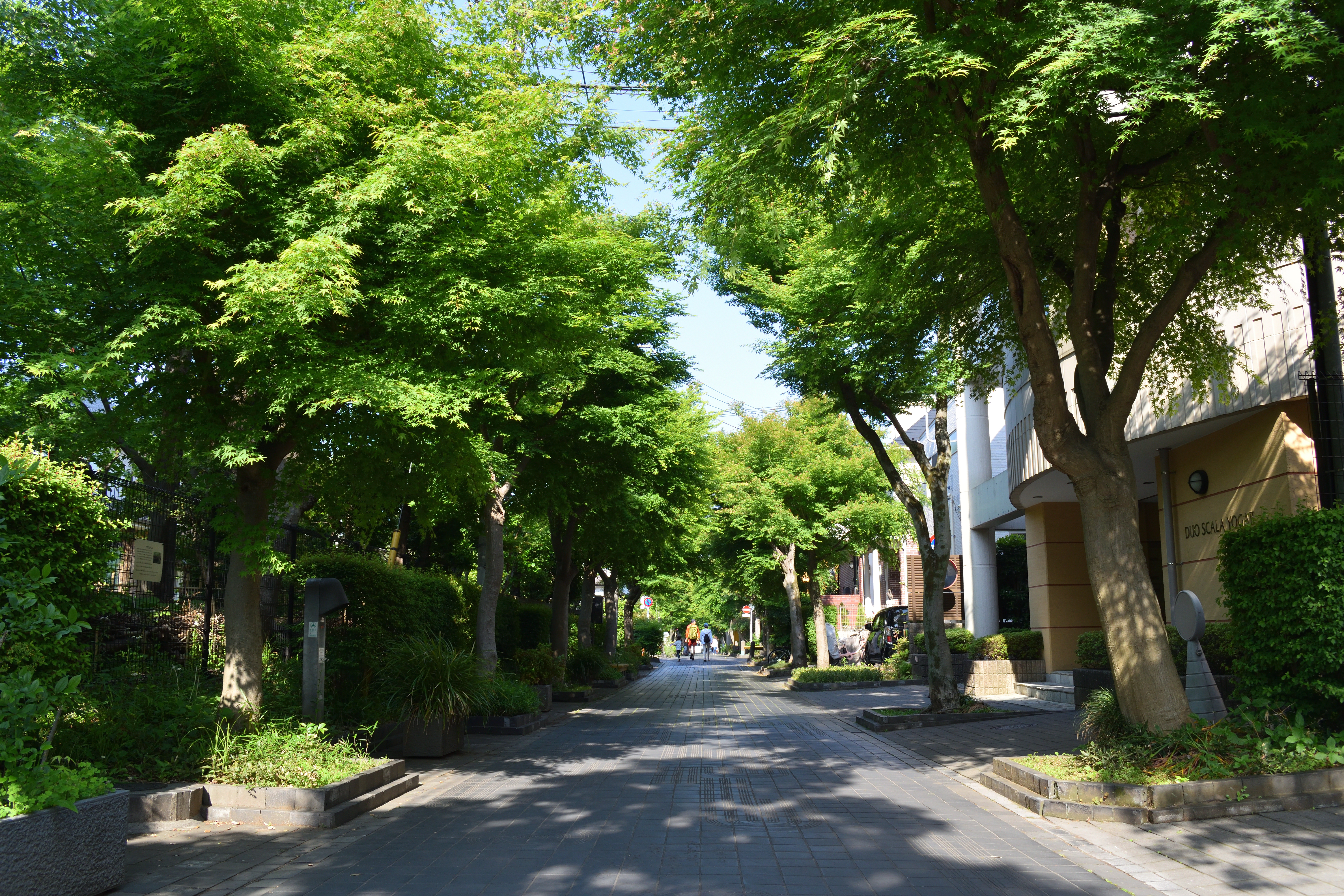
用賀プロムナード

### 公共
- 警視庁玉川警察署馬事公苑前駐在所
- 陸上自衛隊用賀駐屯地
- タンザニア連合共和国大使館
- 世田谷区立上用賀公園
- 用賀プロムナード

### 医療
- 公立学校共済組合関東中央病院

### 福祉
- 世田谷区立上用賀児童館
- 世田谷区立障害者休養ホームひまわり荘

### 教育
- 駒澤大学高等学校
- 世田谷区立用賀小学校
- 世田谷区立用賀中学校

### 文化・スポーツ
- 馬事公苑
- 東京農業大学「食と農」の博物館
- 世田谷区立玉川区民会館別館上用賀アートホール
- 上用賀テニスクラブ
- ヤナギテニススクール上用賀
- グリーンエイトテニススクール・ゴルフスクール
- YASUサッカースクール

### 寺社・教会
- 用賀本村稲荷神社
- 上用賀三峯神社
- 崇教真光上用賀小道場

### 現存しない施設
- 衆議院速記者養成所：面積約1万平方メートル。上用賀に1962年に移転、2006年廃止[25]。近隣（瀬田）の参議院速記者養成所も同時期に廃止。
- 国家公務員宿舎用賀住宅：面積約3万1千平方メートル。跡地は隣接する上用賀公園の拡張領域となった。
- 国立医薬品食品衛生研究所：面積約3万平方メートル。2017年、上用賀一丁目から神奈川県川崎市に移転[15]。
- 沼田絵本美術館：上用賀一丁目25番。1995年開館、2011年閉館。
- 海上自衛隊東京音楽隊：上用賀一丁目17番。上用賀に1956年に移転[26]、2025年に東立川駐屯地に移転[27]。

## その他

### 日本郵便
- 郵便番号 : 158-0098[2]（集配局 : 玉川郵便局[28]）。